# 构造地貌学
构造地貌学是研究构造运动、地质构造和地貌形态之间关系的一门学科，是属于地貌学的一个分支。
构造地貌学的研究领域基本分为两个方面：
- 根据地貌形态分析构造，了解地貌内的动力机制，研究构造运动的性质和幅度；
- 从构造的角度来解释地貌形态。

构造地貌学的研究有三个等级：
1. 研究整个地球的形状，从构造角度分析大陆、洋盆等大型地貌单元。研究地球内部动力和宇宙动力的作用如何形成地球表面的大地貌形态；
2. 研究山地和平原等地貌单元，受地球内力形成的地貌形态；
3. 研究独立的山等小地貌单元，地质构造受外动力的地质作用形成的地貌形态；

## 分类
构造地貌学包括静态构造地貌和活动构造地貌两大类：
- 静态构造地貌包括褶曲构造地貌、断裂构造地貌、熔岩构造地貌等，
- 活动构造地貌包括褶曲活动、断裂活动产生的各种次生地貌形态。根据地貌形态、物质成分和地貌过程的差异，还可以划分岩溶地貌、黄土地貌、花岗岩地貌等。